# Barbatula toni
Barbatula toni är en fiskart som först beskrevs av Dybowski, 1869.  Barbatula toni ingår i släktet Barbatula och familjen grönlingsfiskar. Inga underarter finns listade.